# Como 1907
Como 1907, zkráceně jen Como je italský fotbalový klub hrající v sezóně 2025/26 v 1. italské fotbalové lize, sídlící ve městě Como v regionu Lombardie.
Klub byl znovu založen v roce 2017 po bankrotu. Nese sportovní tradici a odkaz klubu, který byl v roce 1907 jako Como Foot-Ball Club založen. Nejlepší umístění v nejvyšší lize je 6. místo v sezoně 1949/50.

## Změny názvu klubu
- 1912/13 – 1925/26 – Como FBC (Como Foot-Ball Club)
- 1926/27 – 1935/36 – AC Comense (Associazione Calcio Comense)
- 1936/37 – 1937/38 – AS Como (Associazione Sportiva Como)
- 1938/39 – 1969/70 – AC Como (Associazione Calcio Como)
- 1970/71 – 2004/05 – Como Calcio (Como Calcio)
- 2005/06 – 2016/17 – Calcio Como (Calcio Como)
- 2017/18 – Como 1907 (Como 1907)

## Získané trofeje

### Vyhrané domácí soutěže
- 2. italská liga (3×)

1948/49, 1979/80, 2001/02
- 3. italská liga (4×)

1930/31, 1967/68, 1978/79, 2020/21
- 4. italská liga (1×)

2018/19

## Soupiska
Aktuální k 5. 2. 2025
| Číslo |           | Pozice | Hráč                             |
| ----- | --------- | ------ | -------------------------------- |
| 2     | Německo   | O      | Marc Oliver Kempf                |
| 5     | Itálie    | O      | Edoardo Goldaniga                |
| 6     | Itálie    | O      | Alessio Iovine                   |
| 7     | Brazílie  | Z      | Gabriel Strefezza                |
| 8     | Itálie    | Z      | Daniele Baselli                  |
| 9     | Itálie    | Ú      | Alessandro Gabrielloni (kapitán) |
| 10    | Itálie    | Ú      | Patrick Cutrone                  |
| 11    | Řecko     | Ú      | Tasos Douvikas                   |
| 12    | Itálie    | B      | Pierre Bolchini                  |
| 13    | Itálie    | O      | Alberto Dossena                  |
| 15    | Brazílie  | O      | Fellipe Jack                     |
| 16    | Gambie    | Ú      | Alieu Fadera                     |
| 18    | Španělsko | O      | Alberto Moreno                   |
| 19    | Francie   | Ú      | Jonathan Ikoné                   |
| 20    | Španělsko | Z      | Sergi Roberto                    |
| 22    | Itálie    | B      | Mauro Vigorito                   |
| 23    | Argentina | Z      | Máximo Perrone                   |
| 25    | Španělsko | B      | Pepe Reina                       |
| 26    | Německo   | Z      | Yannik Engelhardt                |

| Číslo |            | Pozice | Hráč                     |
| ----- | ---------- | ------ | ------------------------ |
| 27    | Rakousko   | Z      | Matthias Braunöder       |
| 28    | Chorvatsko | O      | Ivan Smolčić             |
| 30    | Francie    | B      | Jean Butez               |
| 33    | Francie    | Z      | Lucas Da Cunha           |
| 38    | Španělsko  | Ú      | Assane Diao              |
| 41    | Španělsko  | O      | Álex Valle               |
| 44    | Irsko      | Z      | Naj Razi                 |
| 51    | Itálie     | O      | Francesco Luis Andrealli |
| 57    | Itálie     | Z      | William Feola            |
| 58    | Itálie     | Z      | Giuseppe Mazzaglia       |
| 60    | Itálie     | Ú      | Federico Chinetti        |
| 61    | Itálie     | O      | Alessio Chiesa           |
| 77    | Belgie     | O      | Ignace Van der Brempt    |
| 79    | Argentina  | Ú      | Nicolás Paz              |
| 80    | Francie    | Z      | Maxence Caqueret         |
| 94    | Chorvatsko | O      | Sven Lesjak              |
|       | Kosovo     | O      | Mërgim Vojvoda           |
|       | Anglie     | Z      | Dele Alli                |
|       | Španělsko  | Ú      | Iván Azón                |

## Historie
Klub byl založen 25. května 1907 jako Como Foot-Ball Club. V nejvyšší lize hrál již v sezoně 1913/14 kde obsadil 9. místo ve skupině Lombardie. V roce 1926 se spojil s dalším klubem Esperia FC a je stvořen jiný název: Associazione Calcio Comense. Do sezony 1948/49 hrál ve druhé lize. Až vítězství v sezoně 1948/49 jej zařadil do nejvyšší ligy. Po čtyřech sezonách sestoupil a v sezoně 1963/64 na pět sezon hrál ve třetí lize. V nejvyšší lize hrál za sebou nejdéle pět sezon (1984/85 až 1988/89).
Nejhorší období pro klub bylo v sezoně 2004/05, kdy klub oznámil 22. prosince 2004 krach. Nový klub Calcio Como začal hrát ve čtvrté lize. Znovu se probojoval do druhé ligy, ale po sezoně opět přišel úpadek. Nový klub je založen v létě roku 2017 pod názvem Como 1907. Opět začal od čtvrté ligy a v sezoně 2020/21 zvítězil ve třetí lize a slavil postup do druhé ligy.
Nejvyšší soutěž hrál celkem ve 14 sezonách, poprvé jej hrál v sezoně 1913/14 a naposledy v sezoně 2002/03. Největší úspěch je 6. místo v sezoně 1949/50. V domácím poháru je nejlepší úspěch ze sezony 1985/86 když hrál semifinále.
V létě roku 2022 do klubu investovala indonéská společnost Djarum. Prezidentem klubu se stal bývalý anglický reprezentant Dennis Wise, který v srpnu 2022 přivedl do klubu španělského fotbalovéhoo založníka Fabregase, který zde působil rok jako hráč a poté převzal funkci hlavního trenéra a následně také spolumajitele. Odtrénoval pouze 5 zápasů, než ho ve funkci nahradil velšský fotbalový trenér Osian Roberts, jelikož  neměl dodělanou potřebnou trenérskou licenci. 

## Účast v ligách
| Úroveň soutěže | Název soutěže (nynější název) | První hraná sezona | Poslední hraná sezona | celkem odehraných sezon |
| -------------- | ----------------------------- | ------------------ | --------------------- | ----------------------- |
| 1              | Serie A                       | 1914/15            | 2025/26               | 16                      |
| 2              | Serie B                       | 1922/23            | 2023/24               | 44                      |
| 3              | Serie C                       | 1929/30            | 2020/21               | 35                      |
| 4              | Serie D                       | 2008/09            | 2018/19               | 3                       |
| 5              | Eccellenza                    | 2005/06            | 2007/08               | 3                       |

Historická tabulka Serie A od sezony 1929/30 do 2024/25.
| Celkové místo | Odehraných sezon | Celkem bodů | Celkem zápasů | Celkem výher | Celkem remíz | Celkem proher | Celkové skore |
| ------------- | ---------------- | ----------- | ------------- | ------------ | ------------ | ------------- | ------------- |
| 32            | 14               | 405         | 464           | 122          | 144          | 198           | 460:624       |

## Fotbalisté

### Tabulky
| Počet utkání | Počet utkání     | Počet utkání |  | Počet branek | Počet branek           | Počet branek |
| Pořadí       | Jméno            | Počet        |  | Pořadí       | Jméno                  | Počet        |
| 1.           | Bruno Ballarini  | 350          |  | 1.           | Antonio Cetti          | 91           |
| 2.           | Giancarlo Centi  | 333          |  | 2.           | Marco Romano           | 71           |
| 3.           | Claudio Correnti | 286          |  | 3.           | Alessandro Gabrielloni | 63           |
| 4.           | Antonio Cetti    | 278          |  | 4.           | Giuseppe Baldini       | 57           |
| 5.           | Luigi Paleari    | 277          |  | 5.           | Renato Preziati        | 48           |

- Poznámka

Aktivní

### Rekordní přestupy
| Nákup  | Nákup               | Nákup     | Nákup         | Nákup        |  | Prodej | Prodej            | Prodej    | Prodej     | Prodej        |
| Pořadí | Jméno               | sezona    | klub          | částka       |  | Pořadí | Jméno             | sezona    | klub       | částka        |
| 1.     | Jesús Rodríguez     | 2025/2026 | Betis         | 22 mil. Euro |  | 1.     | Gabriel Strefezza | 2025/2026 | Olympiakos | 8 mil. Euro   |
| 2.     | Nicolas Kühn        | 2025/2026 | Celtic        | 19 mil. Euro |  | 2.     | Vedin Music       | 2003/2004 | Modena     | 3 mil. Euro   |
| 3.     | Martin Baturina     | 2025/2026 | Dinamo Záhřeb | 18 mil. Euro |  | 3.     | Adrian Semper     | 2024/2025 | Pisa       | 2,5 mil. Euro |
| 4.     | Maxence Caqueret    | 2025/2026 | Lyon          | 15 mil. Euro |  | 4.     | Marco Simone      | 1989/1990 | Milán      | 2 mil. Euro   |
| 5.     | Anastasios Douvikas | 2025/2026 | Celta Vigo    | 14 mil. Euro |  | 5.     | Stefano Borgonovo | 1986/1987 | Milán      | 2 mil. Euro   |

### Na velkých turnajích

#### Účastník Mistrovství Evropy
- Migjen Basha (ME 2016)